# Javin Wae
Javin Wae, né le 17 novembre 2002 à Honiara aux Îles Salomon, est un footballeur international salomonais jouant en tant que défenseur central ou milieu défensif au Central Coast.

## Biographie

### En club
Né aux Îles Salomon, dans son pays natal, il commence sa carrière au Real Kakamora. Lors la S-League 2018, le Real Kakamora termine à la septième place. Cela s'avérera insuffisant pour se qualifier pour la Ligue des champions de l'OFC 2019. 
Début 2019, Wae s'engage avec le Kossa FC. Pendant la S-League de 2019-2020, le Kossa FC termine à la troisième place. Cela s'avérera insuffisant pour se qualifier pour la Ligue des champions de l'OFC 2020. La saison suivante n'est guère meilleure pour le club, qui finit à la dixième place.
En janvier 2021, il part pour Central Coast, club nouvellement créé. Central Coast est l'une des trois équipes qui fait ses débuts cette saison là en S-League. Sous la houlette de l'entraîneur Jacob Moli, celui-ci le recrute ainsi que des joueurs comme Densly Geseni, Phillip Mango, Philip Ropa ou William Komasi. Le 9 août 2020, il dispute son premier match en championnat avec ce club face au Malaita Kingz. À l'extérieur, l'équipe gagne le tout premier match de son histoire par un but à zéro. Cependant, il est contraint de quitter le terrain à la 74e minute en raison d'une blessure à la cheville. Avec celui-ci, le Salomonais remporte la S-League en 2021. Grâce à ce titre de champion, le défenseur joue son premier match de Ligue des champions de l'OFC 2022 contre l'AS Vénus. Son équipe s'incline trois buts à zéro. L'équipe atteint les demi-finales où il perd deux buts à zéro contre Auckland City,.

### En sélection
Il joue son premier match avec les moins de 17 ans face à la Papouasie-Nouvelle-Guinée lors du Tournoi qualificatif de l'OFC des moins de 17 ans 2018. Lors de cette rencontre, il est titulaire et joue l'intégralité du match. Sa sélection gagne très largement par cinq buts à zéro. Trois jours plus tard, il inscrit son premier but contre la Nouvelle-Zélande. Les Îles Salomon gagnent par cinq buts à zéro.
Il fait ses débuts en équipe nationale à l'âge de 19 ans en mars 2022, lors des éliminatoires de la zone Océanie de la Coupe du monde 2022 contre Tahiti. Son équipe s'impose trois buts à un.
En juin 2024, il figure dans la liste des 23 joueurs salomonais retenus par Jacob Moli pour participer à la Coupe d'Océanie 2024,.

## Palmarès

### En club
|  | Central Coast - S-League: - Champion : 2021 |